# Gigantopithecus

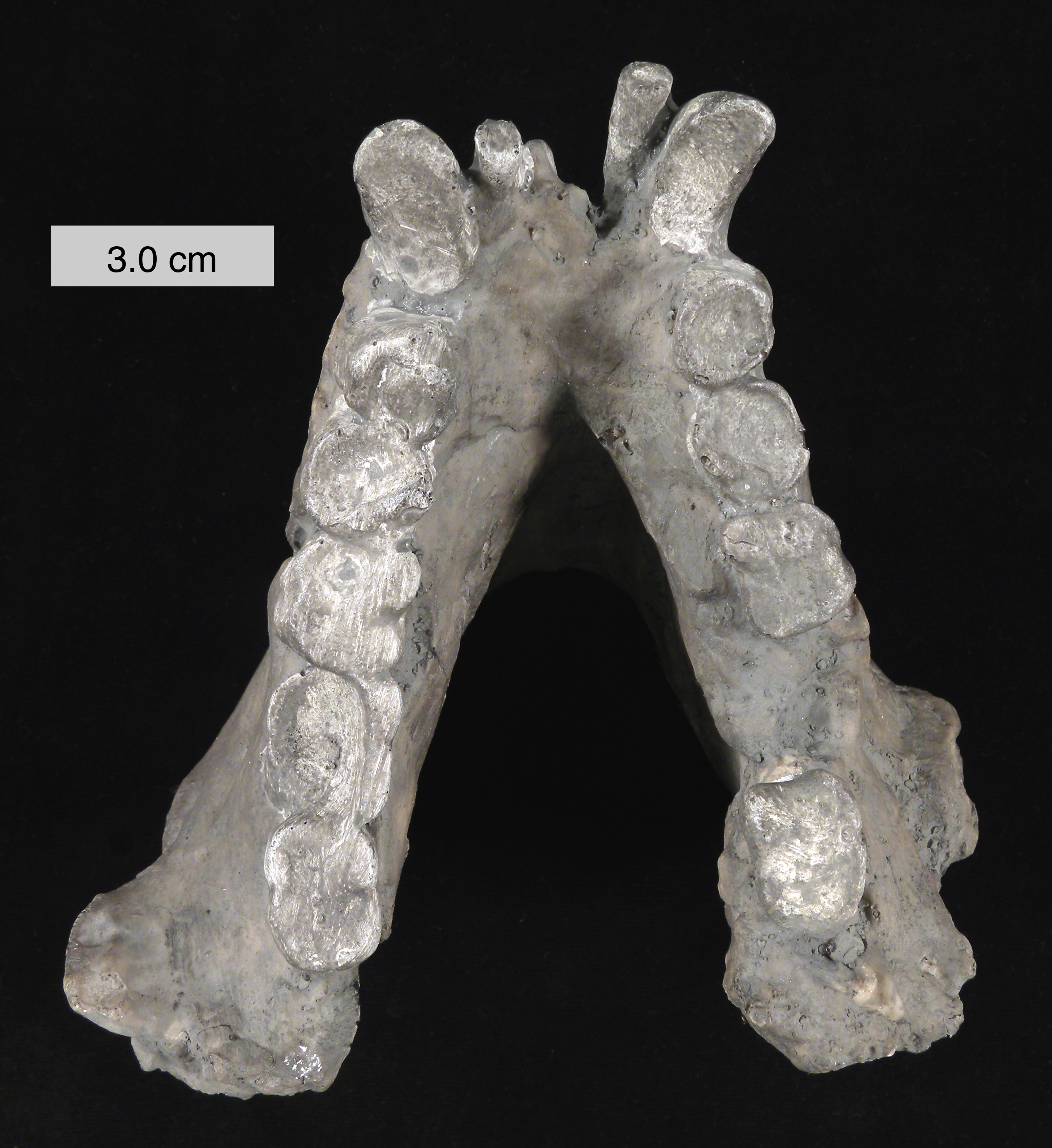
A Gigantopithecus állkapcsa

A Gigantopithecus egykor Ázsiában élt emberfélék neme; egyfajta óriás orangután a késő miocén és a középső pleisztocén korszaka idején. Szinte kizárólag fog- és állkapocsleleteiből ismert nem. A fogak és állkapcsok méretéből következtetik, hogy magasabb és vállasabb is volt az Afrikában élő gorilláknál. Egyes becslések szerint a hímek 3 méter magasak és 540–600 kilogramm tömegűek, míg más becslések szerint csak 1,8–2 méter magasak és 180–300 kilogramm tömegűek lehettek. Kína területén élt, és csak mintegy százezer éve halt ki, ami azt jelenti, hogy kortársa volt a Homo erectusnak és az archaikus Homo sapiensnek is.  Egyes elképzelések szerint a Gigantopithecus túlélő képviselője, illetve utódja a himalájai jeti (amennyiben létezik).
Valószínűleg talpán és kézbütykein járt, ahogy a ma élő csimpánzok és gorillák, tehát életmódja jelentősen különbözhetett az orangutánokétól.
A Gigantopithecustól ezer körüli a fogleletek száma, ezek nagyon különböző méretűek. Korábban úgy gondolták, hogy a nemet erős ivari dimorfizmus jellemezte. Mára a kormeghatározások pontosításával úgy módosult az elképzelés, hogy a folytonos méretnövekedés jellemezte a csoport evolúcióját. Minél későbbi egy foglelet, annál nagyobb a fog.